# Double data rate

Una comparació entre la velocitat de dades única, la velocitat de dades doble i la velocitat de dades quàdruple.

En informàtica, la velocitat de dades doble (DDR) descriu un bus d'ordinador que transfereix dades tant a la vora ascendent com a la baixa del senyal del rellotge. Això també es coneix com a bombeig doble, bombament doble i transició doble. El terme mode de commutació s'utilitza en el context de la memòria flash NAND.

## Visió general
La manera més senzilla de dissenyar un circuit electrònic cronometrat és fer que realitzi una transferència per cicle complet (pujada i baixada) d'un senyal de rellotge. Això, però, requereix que el senyal del rellotge canviï dues vegades per transferència, mentre que les línies de dades canvien com a màxim una vegada per transferència. Quan es treballa amb un ample de banda elevat, les limitacions d'integritat del senyal restringeixen la freqüència del rellotge. Mitjançant l'ús de les dues vores del rellotge, els senyals de dades operen amb la mateixa freqüència limitadora, duplicant així la velocitat de transmissió de dades.
Aquesta tècnica s'ha utilitzat per a busos frontals de microprocessador, Ultra-3 SCSI, busos d'expansió (AGP, PCI-X), memòria gràfica (GDDR), memòria principal (tant RDRAM com DDR1 a DDR5) i el bus HyperTransport als processadors Athlon 64 d'AMD. Més recentment s'està utilitzant per a altres sistemes amb requisits d'alta velocitat de transferència de dades – com a exemple, per a la sortida de convertidors analògic-digital (ADC).
No s'ha de confondre DDR amb canal dual, en el qual cada canal de memòria accedeix a dos mòduls de RAM simultàniament. Les dues tecnologies són independents l'una de l'altra i moltes plaques base utilitzen totes dues, utilitzant memòria DDR en una configuració de doble canal.
Una alternativa al bombeig doble o quàdruple és fer que l'enllaç es faci automàticament. Aquesta tàctica va ser escollida per InfiniBand i PCI Express.

## Relació entre ample de banda i freqüència
Descriure l'ample de banda d'un bus de doble bomba pot ser confús. Cada flanc del rellotge es coneix com a ritme, amb dos ritmes (un optimista i un altre lent) per cicle. Tècnicament, l'hertz és una unitat de cicles per segon, però molta gent fa referència al nombre de transferències per segon. Un ús acurat generalment parla de "500 MHz, doble velocitat de dades" o "1000 MT/s", però molts es refereixen casualment a un "Bus de 1000 MHz", tot i que cap senyal no passa més de 500 MHz.
DDR SDRAM va popularitzar la tècnica de referir-se a l'amplada de banda del bus en megabytes per segon, el producte de la velocitat de transferència i l'amplada del bus en bytes. DDR SDRAM que funciona amb un rellotge de 100 MHz s'anomena DDR-200 (amb els 200 MT/s de velocitat de transferència de dades) i un DIMM de 64 bits (8 bytes) d'ample que funciona amb aquesta velocitat de dades s'anomena PC-1600, amb els 1600 MB/s d'ample de banda màxim (teòric). Així mateix, 12.8 GB/s és la velocitat de transferència de DDR3-1600, s'anomena PC3-12800.
Alguns exemples de designacions populars de mòduls DDR:
| Noms                 | Rellotge de memòria | Rellotge de bus d'E/S | Taxa de transferència | Ample de banda teòric |
| -------------------- | ------------------- | --------------------- | --------------------- | --------------------- |
| DDR-200, PC-1600     | 100 MHz             | 100 MHz               | 200 MT/s              | 1,6 GB/s              |
| DDR-400, PC-3200     | 200 MHz             | 200 MHz               | 400 MT/s              | 3,2 GB/s              |
| DDR2-800, PC2-6400   | 200 MHz             | 400 MHz               | 800 MT/s              | 6,4 GB/s              |
| DDR3-1600, PC3-12800 | 200 MHz             | 800 MHz               | 1600 MT/s             | 12,8 GB/s             |
| DDR4-2400, PC4-19200 | 300 MHz             | 1200 MHz              | 2400 MT/s             | 19,2 GB/s             |
| DDR4-3200, PC4-25600 | 400 MHz             | 1600 MHz              | 3200 MT/s             | 25,6 GB/s             |
| DDR5-4800, PC5-38400 | 300 MHz             | 2400 MHz              | 4800 MT/s             | 38,4 GB/s             |
| DDR5-6400, PC5-51200 | 400 MHz             | 3200 MHz              | 6400 MT/s             | 51,2 GB/s             |

DDR SDRAM utilitza senyalització de doble velocitat de dades només a les línies de dades. Els senyals d'adreça i de control encara s'envien a la DRAM una vegada per cicle de rellotge (per ser precisos, a la vora ascendent del rellotge), i els paràmetres de temporització com la latència CAS s'especifiquen en cicles de rellotge. Algunes interfícies de DRAM menys habituals, en particular LPDDR2, GDDR5 i XDR DRAM, envien ordres i adreces amb una velocitat de dades doble. DDR5 utilitza dos busos d'ordres/adreces de doble velocitat de dades de 7 bits a cada DIMM, on un xip de controlador de rellotge registrat es converteix en un bus SDR de 14 bits a cada xip de memòria.